# Донго (народ)
Донго, или доу донгго (самоназвание народа — «люди гор») — один из народов Индонезии, относящийся к бима-сумбанским народам. Донго проживают в горной области на востоке острова Сумбава общей численностью около 50 тыс. человек. Донго включают в число бима. Язык донго предполагаемо является диалектом языка бима. Донго теряют свою обособленность по мере усиления контактов с бима, а в XVII—XVIII вв. входили в султанат Бима.

## Основные традиционные занятия
Донго занимаются земледелием, охотой, рыболовством.
Основной вид земледелия народов донго — подсечно-огневой. Занимаются выращиванием риса и различных клубнеплодов.
Донго обычно ведут охоту на крупных животных с помощью копья или духового ружья, сумпитана. Так же распространена охота на обезьян и птиц.
Донго в прошлом занимались морским промыслом и рыболовством, когда, видимо, жили близ побережья. Одно из доказательств тому — ежегодный обычай охоты на черепах.

## Поселения
Поселения народа донго кучевые; в центре обычно находится площадь, где зачастую размещены родовые мегалитические святыни. Там же совершаются обряды, а в будни работают женщины. Жилища имеют каркасно-столбовое строение, свайное, под крутой, спускающейся до земли крышей.

## Обычаи и культурные особенности
Донго придерживаются традиционных верований. Главным божеством можно назвать Ланги Ланту, являющееся, по-видимому, богом плодородия. В честь него устраивается праздник после сбора урожая. Кроме того, с аграрными культами связаны фаллические памятники из камня в горных лесах вдали от поселений.
Мужская одежда состоит из набедренной повязки и широкого куска ткани, который обычно перекидывался через плечо. Женская одежда — короткая юбка из луба или каин из покупной ткани.
Донго питаются преимущественно растительной пищей: варёной крупой и корнеплодами. Мясную пищу едят по праздникам.
Донго обычно живут малыми семьями. У них допускаются добрачные половые отношения. В каждой деревне существуют дома для свиданий. Дети до официального брака родителей живут в доме матери. Сохранились локализованные патронимии.